# Coleosoma pabilogum
Coleosoma pabilogum es una especie de araña del género Coleosoma, familia Theridiidae, orden Araneae. La especie fue descrita científicamente por Barrion & Litsinger en 1995.

## Descripción
Mide 2 milímetros de longitud.

## Distribución
Se distribuye por Filipinas.